# محمد حافظ هاشم
محمد حافظ هاشم (بالملايوية: Muhammad Hafiz Hashim) هو لاعب كرة الريشة ماليزي، ولد في 13 سبتمبر 1982 في كوتا بهارو في ماليزيا.

## وصلات خارجية
- محمد حفيظ هاشم على موقع BWF.tournamentsoftware.com (الإنجليزية)
- محمد حفيظ هاشم على موقع BWFbadminton.com (الإنجليزية)
- محمد حفيظ هاشم على موقع اتحاد ألعاب الكومنولث (مؤرشف) (الإنجليزية)
- محمد حفيظ هاشم على موقع اتحاد ألعاب الكومنولث (مؤرشف) (الإنجليزية)